# Suriname miniszterelnökeinek listája

## Miniszterelnökök
| Név                            | hivatali ideje                          |
| ------------------------------ | --------------------------------------- |
| Julius Caesar de Miranda       | 1949 június 3. – 1951. április 2.       |
| Jacques Adam Drielsma          | 1951. április 5. – 1951. június 4.      |
| Johannes Ate Eildert Buiskool  | 1951. június 4. – 1952. szeptember 6.   |
| Adriaan Alberga                | 1952. szeptember 6. – 1952. december 4. |
| Archibald Currie               | 1952. december 4. – 1955. április 16.   |
| Johan Henry Eliza Ferrier      | 1955. április 16. – 1958. július 16.    |
| Severinus Désiré Emanuels      | 1958. július 16. – 1963. június         |
| Johan Adolf Pengel             | 1963.június – 1969. február             |
| Arthur May                     | 1969. február – 1969. október           |
| Jules Sedney                   | 1969. október – 1973. december 24.      |
| Henck A. E. Arron              | 1973. december 24. – 1980. február 25.  |
| Hendrick R. Chin A Sen         | 1980. március 15. – 1982. február 4.    |
| Henry N. Neyhorst              | 1982. március 30. – 1983. február 28.   |
| Liakat Ali Errol Alibux        | 1983. február 28. – 1984. február 6.    |
| Willem Frederik Udenhout       | 1984. február 6. – 1986. július 16.     |
| Pretapnarian Shawh Radhakishun | 1986. július 16. – 1987. február 12.    |
| Jules Albert Wijdenbosch       | 1987. február 12. – 1988. január 25.    |

## Alelnökök
| Név                            | hivatali ideje                              |
| ------------------------------ | ------------------------------------------- |
| Henck A. E. Arron              | 1988. január 25. – 1990. december 25.       |
| Jules Albert Wijdenbosch       | 1991. január 7. – 1991. szeptember 16.      |
| Jules Ratankumar Ajodhia       | 1991. szeptember 16. – 1996. szeptember 15. |
| Pretapnarian Shawh Radhakishun | 1996. szeptember 20. – 2000. augusztus 12.  |
| Jules Ratankumar Ajodhia       | 2000. augusztus 12. – 2005. augusztus 12.   |
| Ramdien Sardjoe                | 2005. augusztus 12. – 2010. augusztus 12.   |
| Robert Ameerali                | 2010. augusztus 12. – 2015. augusztus 12.   |
| Ashwin Adhin                   | 2015. augusztus 12. – 2020. július 16.      |
| Ronnie Brunswijk               | 2020. július 16. –                          |